# سینت آنتونی (ویسکانسین)
سینت آنتونی (به انگلیسی: Saint Anthony) یک منطقهٔ مسکونی در ایالات متحده آمریکا است که در شهرستان واشینگتن، ویسکانسین واقع شده‌است. سینت آنتونی ۳۲۳٫۰۹ متر بالاتر از سطح دریا واقع شده‌است.